# The Pitbulls
The Pitbulls (parfois orthographié The Pit Bulls) est une ancienne équipe de catcheurs (lutteurs professionnel) composée de « Pitbull #1 » (Gary Wolfe) et de « Pitbull #2 » (Anthony Durante) et connue pour sa participation à l'Extreme Championship Wrestling dans laquelle ils ont été une fois champion par équipe. Individuellement, chaque membre a été une fois Champion de la Télévision de la ECW.

## Histoire

### World Wrestling Federation
En 1989, Gary Wolfe et Anthony Durante catchent briévement à la World Wrestling Federation. Ils perdent contre la Hart Foundation, le 4 mars 1989, et The Brain Busters, le 29 juin 1989.

### Extreme Championship Wrestling
The Pitbulls débutent à l'Extreme Championship Wrestling le 29 avril 1992 en participant à des battle royals organisées pour couronner le premier champion poids-lourds de la fédération. Aucun des deux ne réussit. Anthony Durante quitte la ECW peu après et 
Gary Wolfe, se faisant appeler The Pitbull, gagne le championnat de la Télévision le 16 avril 1994. Plus tard cette année, l'équipe se réunit et Durante devient Pitbull #2. Ils feudent avec Public Enemy et The Bad Breed. La rivalité avec The Bad Breed culmine à November to Remember dans un match après lequel l'équipe perdante devra se séparer. The Pitbulls en sortent vainqueurs. Ils remportent leur seul et unique championnat par équipe le 16 septembre 1995, lors de Gangstas Paradise contre Raven et Stevie Richards. Ils sont alors rejoint par Francine qui devient leur manager et se fait appeler « The Beastmaster ». Un mois plus tard, ils perdent leurs titres et les rendent à Raven et Richards. En 1996, The Pitbulls entrent dans une rivalité intense contre The Eliminators, pendant laquelle leur manager reçoit une Total Elimination par deux fois. La feud se termine lors de premier CyberSlam dans un dog collar match à trois contre trois où les Pitbulls et Francine affrontent The Eliminators et Stevie Richards. The Pitbulls gagnent le match après avoir porté un aided superbomb Richards et que Francine fasse le tombé. Après le match, The Eliminators portent un Total Elimination sur chacun des membres de l'équipe adverse.
Le 13 juillet, à Heat Wave, Francine effectue un turn envers The Pitbulls pour s'allier à Shane Douglas. Une rivalité s'enclenche et Douglas va jusqu'à briser la nuque de Pitbull #1 (kayfabe). Elle culmine à ECW Barely Legal, où Pitbull #2 affronte Douglas pour le championnat de la télévision, mais échoue.

### Circuit indépendant
The Pitbulls continuent de catcher sur le circuit indépendant après avoir quitté la ECW. Pitbull #2 entame une courte carrière en solo, qui inclut un règne en tant que champion poids lourds de la MEWF et un à la JAPW. Ces deux titres sont laissés vacants à la suite de blessures. L'équipe se reforme et débute à la National Wrestling Alliance dans le New Jersey, où ils remportent le championnat par équipe en 1998 et en 1999 et restent champions jusqu'à la désactivation du titre en 2000. En 2002, l'équipe se sépare et Gary Wolfe commence à se battre sous son vrai nom en gardant le surnom de « The Pitbull » pour Pro-Pain Pro Wrestling, pour laquelle il sera le premier champion poids lourds et le seul à détenir le titre deux fois, ainsi que champion par équipe avec l'équipe Pitbulls 2004 (Wolfe et Mike Kruel). 

### Mort de Durante
Anthony Durante et sa petite amie Dianna Hulsey meurent d'overdoses le 25 septembre 2003. De l'oxycodone, un analgésique est retrouvé dans la maison, mais il est annoncé que l'overdose a été causé par un autre analgésique, le fentanyl. Sa petite amie et lui-même sont retrouvés plusieurs jours après leurs décès, dans leur maison, avec leurs deux jeunes enfants, un garçon de 21 mois et une fille de 8 mois, qui sont restés apparemment seuls dans la maison. 
En 2005, Gary Wolfe participe au premier ECW One Night Stand (2005) lors de l'hommage aux catcheurs décédés. Sur la vidéo projetée, on peut y voir son équipier Durante.
Wolfe retourne dans le circuit indépendant et travaille pour la Pro Wrestling Unplugged en tant que « The Pitbull » Wolfe, où il réutilise la gimmick de son ancienne tag team en souvenir de son ancien ami et équipier.

## Championnats remportés
- Allied Powers Wrestling Federation
  - 1 fois APWF Tag Team Champions[3]
- Consejo Mundial de Lucha Libre
  - 1 fois Occidente Tag Team Champions[4]
- Extreme Championship Wrestling
  - 1 fois ECW World Tag Team Champions
  - Introduits au Hardcore Hall of Fame en 2014[5]
- Grande Wrestling Alliance
  - 1 fois GWA Tag Team Champions[6]
- Independent Pro Wrestling (Florida)
  - 1 fois IPW Tag Team Champions[7]
- High Risk Championship Wrestling
  - 1 fois HRCW Tag Team Champions
- National Wrestling Alliance
  - 2 fois NWA United States Tag Team Champions
- South Atlantic Pro Wrestling
  - 2 fois SAPW Tag Team Champions[8]